# Kinyongia excubitor
Kinyongia excubitor är en ödleart som beskrevs av  Barbour 1911. Kinyongia excubitor ingår i släktet Kinyongia och familjen kameleonter. Inga underarter finns listade.